# Союз сельских общин
Союзы сельских общин или союзы сельских обществ (ССО), ранее известные как «вольные общества», — самоуправляемые военно-политические структуры, существовавшие в Дагестане как минимум с XV века до XIX века. Состояли из нескольких селений, обычно являлись моноэтническими. Появились для сопротивления соседствующим феодалам. Управлялись старшиной или кадием центрального селения, а также народными собраниями и советами старейшин. На основе ССО образовались многие диалекты языков Дагестана.

## Названия
В русской исторической и этнографической литературе известны как «вольные общества». В досоветской историографии они были также известны как «республики» или «федеративные республики». Также могли называться «территориями», «дистриктами» и «республиканскими обществами».
Исследователь ССО Б. Г. Алиев и исследователь сельских общин М. А. Агларов используют термин «союз сельских общин». Исследователь феодальных владений М.-С. К. Умаханов в главе коллективной монографии «История Дагестана» (2004) использует термин «союз сельских обществ».
В некоторых дагестанских языках совпадают слова, обозначающие СОО и войско: авар. бо, дарг. хIуреба и т. д. Это связано с тем, что одной из ключевых функций ССО была самооборона от внешней угрозы.

## География
М.-С. К. Умаханов пишет, что ССО и феодальные владения занимали приблизительно половину территории Дагестана каждые, при этом ССО располагались преимущественно в Западном, Центральном и Южном Дагестане, главным образом в горной и высокогорной частях.
Точное количество ССО неизвестно. С. М. Броневский насчитал в Дагестане 12 «федеративных республик», А. А. Неверовский — 44 «вольных общества», Е. И. Козубский — более 60 «вольных обществ». По мнению А. П. Берже в одной только Аварии было 41 «вольное общество». По мнению Р. М. Магомедова было 68 ССО, по мнению Б. Г. Алиева — более 80.
Умаханов среди наиболее важных ССО и их федераций называет дагинский Акуша-Дарго, аварские Андалал, Анди, Койсубула, Гидатль, Дидо, Антль-Ратль и Ункратль и лезгинский Ахты-пара.
Б. Г. Алиев перечисляет следующие союзы сельских общин:
- Аварские: Андалал, Анди, Анцросо, Анцух, Ахвах, Багулал, Бежта (Капуча, Хванал), Белоканы, Бохнода, Гергебиль, Гидатль, Гумбет, Джар, Джур-мут, Карата, Карах, Келеб, Койсубула, Рисор, Тала, Верхний Таш, Технуцал, Тинди, Тленсерух, Тлурутль, Салатавия, Чамалал, Шаитли (Иланхеви), Шуратль (Дидо Шуратль), Асах (Дидо Асах), Хварши, Ункратль, Конода, Унхада, Тонсода, Кособ, Тлебелал, Средний Таш, Нижний Таш;
- Даргинские: Акушинский, Усишинский, Мугинский, Мекегинский, Цудахарский, Сюргинский, Ицаринский, Урахинский (Каба-Дарго), Буркун-Дарго, Ганк, Гапш, Хамур-Дарго, Муйра, Каттаган, Шуркант, Ирчамул, Каракайтаг, Маджалис-катти, Гуцу-Дарго;
- Лезгинские: Ахты-пара, Алты-пара, Докуз-пара, Котуркюра, Чилейский, Кабирский, Ахмарлинский, Курахский, Картасский, Гюнейский, Стал-Чиле, Гюгджейский;
- Табасаранские: Нитриг, Дирче, Суак, Чуркул, Хараг, Кухрук, Кераг, Харали-ар, Этек (Этекар);
- Агульские: Кошан-дере, Агул-дере, Ричинский магал;
- Рутульские: Рутульский магал, Ихрекский магал, Шиназский магал;
- Цахурские: Горный магал, Сувагильский союз, Карабулакский союз, Илисуйский союз.

## Устройство
ССО являлись самоуправляемыми структурами, объединявшими селения (джамааты). ССО включали от нескольких до десятков сельских общин с номинальным главенством одного из наиболее крупных и влиятельных из них. В большинстве случаев ССО назывались по имени центрального селения, иногда — по географическому расположению.
Высшими должностными лицами ССО являлись либо старшины центрального селения, либо, в особенности в даргинских ССО, мусульманские кадии центрального селения. Старшины и кадии других селений подчинялись им. Старшины и кадии центральных селений выбирались только общиной этого селения, хотя осуществляли власть над всем ССО. В XVIII — первой половине XIX века высшие должности в ССО стали передаваться внутри одних и тех же тухумов или фамилий, имеющих право на выдвижение кандидатов. В связи с этим В. О. Бобровников называет старшин таких ССО наследными ханами.
ССО проводили народные собрания, в которых участвовали представители всех общин союза и которые собирались в определённом специальном месте. На народных собраниях обсуждали важнейшие вопросы, касающиеся всего ССО. В период между народными собраниями в ССО действовали совет старейшин (высший совет), куда сельские общины делегировали своих представителей.
Решения высшего совета, администрации и народного схода по приказу старшин и кадиев претворяли в жизнь исполнители во главе с мангушем. Мангуш являлся вторым должностным лицом после старшин и кадиев, находился между администрацией и жителями и ставил в известность жителей о принятых решениях. Исполнители назначались и в каждом селении.
Границы ССО обычно отмечались камнями, а его территория охранялась членами ССО.
ССО в ходе дальнейшего развития объединялись в федерации и конфедерации, такие как Анкратль, Акуша-Дарго и Цунта (Дидо) и т. д. При этом в таких объединениях уже не было централизованных органов управления, ССО сохраняли политическую автономию, но были объединены единым правовым пространством и тесными экономическими связями.
М.-С. К. Умаханов считает, что ряд ССО и их федераций «по своей территории, стратегическому положению, политическому весу и влиянию на ход событий в регионе не уступали феодальным владениям Дагестана и играли очень заметную роль во всей политической жизни региона».

## Состав
В целом дагестанские ССО были моноэтничны. Обычно общины, входившие в ССО, говорили на едином диалекте — при этом можно, напротив, связывать возникновение диалектов с образованием ССО, в рамках которых происходило их языковое развитие. В некоторых случаях включались близлежащие общины, состоявшие из представителей другого этноса и говорящие на другом языке: например, в Акушинский союз помимо носителей акушинского диалекта даргинского языка входили носители лакского и аварского языков, в ряд союзов Табасарана помимо табасаранцев входили также селения азербайджанцев и горских евреев, а в Цудахарский союз по политическим мотивам вошла часть сёл Андалала. ССО положили начало многим дагестанским народам — андийцам, ботлихцам, кубачинцам и т. д.
В ССО входили все коренные народы Дагестана за исключением кумыков.

## История
Одни учёные считают, что ССО образовались в ранние Средние века, другие — что в поздние.
Б. Г. Алиев пишет, что разные ССО образовались в разное время на базе распада удельных феодальных владений. Так, лезгины и табасараны делились на ССО уже в XI веке, даргинцы — после распада Шандана, Филана и ал-Караха, а аварцы — после распада Серира.
С. Х. Асиятилов датирует образование ССО XIV—XV веками и связывает с разрушением городов и замков в ходе арабского вторжения в Дагестан в VII веке: сначала на развалинах раннефеодальных государственных образований возникли небольшие княжества, а потом их сменили ССО.
Сохранились сведения об образовании некоторых ССО в ходе монголо-татарского вторжения в Дагестан, а также в ходе походов Тамерлана в Нагорный Дагестан, ослабивших местных ханов.
В. О. Бобровников пишет, что ССО с XV века вели борьбу с феодалами, которая закончилась в конце XVIII—XIX веках победой ССО.
Не вызывает сомнений то, что к XVI—XVII векам уже существовали большинство ССО и их федераций. Теорию, что ССО образовались в XIX веке на базе «родового строя», Алиев называет фальсификацией истории.
Причина появления ССО — необходимость борьбы с экспансией соседствующих феодалов. Такая борьба нашла отражение в нормах обычного права горцев и в соглашениях между ССО антифеодальной направленности.
В 1830-х — 1850-х годах во время русско-кавказской войны ССО составили основное ядро Северо-Кавказского имамата, а после его подавления были ликвидированы.